# Werner Günthör
Werner Günthör (* 1. Juni 1961 in Uttwil) ist ein ehemaliger Schweizer Leichtathlet. Er ist neben John Godina der einzige männliche Athlet, der im Kugelstossen dreimal Weltmeister wurde. Bei den Olympischen Spielen 1988 gewann er die Bronzemedaille. Er ist damit der bislang letzte Schweizer, der an Olympischen Spielen in einem Leichtathletik-Wettbewerb eine Medaille gewonnen hat (Stand: Juli 2025).

## Leben
Günthör ist der beste Schweizer Kugelstosser der Geschichte. Mit einer Bestweite von 22,75 m, erzielt am 23. August 1988 in Bern, liegt er in der ewigen Bestenliste weltweit an neunter Stelle (Stand: Juli 2025). Der 2,00 m grosse Modellathlet versuchte sich ausserdem als Bobfahrer im Team von Ekkehard Fasser. Der gelernte Sanitär-Installateur absolvierte später ein Sportstudium und arbeitet heute zu 50 % beim Bundesamt für Sport (BASPO) in Magglingen in der Ausbildung. In der verbleibenden Zeit engagiert er sich als Selbständigerwerbender bei Projekten, hält Seminare ab oder berät Spitzensportler beim Training oder in der Laufbahnplanung. Er ist verheiratet und lebt in Erlach.
Günthör wurde gemäss Aussagen seines Arztes Bernhard Segesser zur Rehabilitation nach einer Rückenoperation mit Stromba (Stanozolol) behandelt, das als verbotene Substanz auf der Dopingliste geführt wird. Die Schweizer Doping-Untersuchungskommission (DUK) stellte 1993 fest, dass zwischen 1984 und 1988 drei- bis viermal mehrwöchige Anabolika-Behandlungen stattfanden und auch diese zeitlich begrenzte «therapeutische» Verabreichung gegen damals gültige nationale und internationale Dopingbestimmungen verstiess.
Laut Günthör war die Behandlung zu jener Zeit nicht verboten. Er vergleicht die Vorwürfe mit einer willkürlichen rückwirkenden Rechtsanwendung. Günthör wurde auch nie wegen Dopings verurteilt.

## Bestleistungen
- Kugelstossen: 22,75 m, 23. August 1988 in Bern, Schweizer Rekord
- Diskuswurf: 54,48 m, 24. August 1985 in Yverdon